# Liste der Einträge im National Register of Historic Places im Bradley County (Arkansas)
Die Liste der Registered Historic Places im Bradley County führt alle Bauwerke und historischen Stätten im Bradley County in Arkansas auf, die in das National Register of Historic Places aufgenommen wurden.

## Aktuelle Einträge
| Lfd. Nr. | Name                                         | Bild | Datum der Eintragung | Adresse/Lage                                                                                                | Ort       | ID-Nr.    | Beschreibung |
| -------- | -------------------------------------------- | ---- | -------------------- | --- | --------- | --------- | ------------ |
| 1        | Adams-Leslie House                           |      | 9. Aug. 1979         | südlich von Warren                                                                                          | Warren    | 79000433  |              |
| 2        | Bailey House                                 |      | 28. Aug. 1975        | 302 Chestnut St.                                                                                            | Warren    | 75000375  |              |
| 3        | Blankinship Motor Company Building           |      | 2. Nov. 2001         | 120 E. Cypress St.                                                                                          | Warren    | 01001190  |              |
| 4        | Bradley County Courthouse and Clerk’s Office |      | 12. Dez. 1976        | Courthouse Sq.                                                                                              | Warren    | 76000389  |              |
| 5        | Davis-Adams House                            |      | 18. Feb. 1999        | 509 N. Myrtle St.                                                                                           | Warren    | 99000224  |              |
| 6        | Ederington House                             |      | 21. Juni 1984        | 326 S. Main St.                                                                                             | Warren    | 84000660  |              |
| 7        | Hermitage City Hall and Jail                 |      | 19. Sep. 2007        | 112 S. Oak St.                                                                                              | Hermitage | 07000956  |              |
| 8        | Dr. John Wilson Martin House                 |      | 27. Dez. 1990        | 200 Ash St.                                                                                                 | Warren    | 90001948  |              |
| 9        | Moro Bay Ferry (towboat and barge)           |      | 19. Sep. 2018        | 670 Highway 600                                                                                             | Moro Bay  | 100002944 |              |
| 10       | Mt. Olive Rosenwald School                   |      | 21. Jan. 2004        | Bradley Rd. 45                                                                                              | Mt. Olive | 03001454  |              |
| 11       | New Zion AME Zion Church                     |      | 9. Juni 2000         | Kreuzung von Myrtle St. und Neely St.                                                                       | Warren    | 00000628  |              |
| 12       | St. Luke’s Catholic Church                   |      | 29. Mai 1998         | 508 W. Pine                                                                                                 | Warren    | 98000581  |              |
| 13       | Warren and Ouachita Valley Railway Station   |      | 3. Aug. 1977         | 325 W. Cedar St.                                                                                            | Warren    | 77000244  |              |
| 14       | Warren Brick Streets                         |      | 24. Jan. 2007        | Teile von Cedar, Myrtle, Chestnut, 1st, Walnut, Elm und Cypress St.                                         | Warren    | 06001277  |              |
| 15       | Warren Commercial Historic District          |      | 11. Juli 2016        | Begrenzt durch die Straßen Alabama St., Elm St., Chestnut St., 2nd St., Church St., Main St. und Howard St. | Warren    | 16000433  |              |
| 16       | Warren Post Office                           |      | 21. Jan. 2004        | 236 S. Main St. (US 63B)                                                                                    | Warren    | 03001460  |              |
| 17       | Wilson-Martin House                          |      | 20. Sep. 2006        | 511 Bond St.                                                                                                | Warren    | 06000827  |              |